# Alfred Schnittke

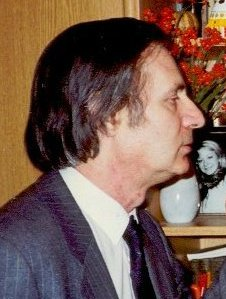
Alfred Schnittke (1989)

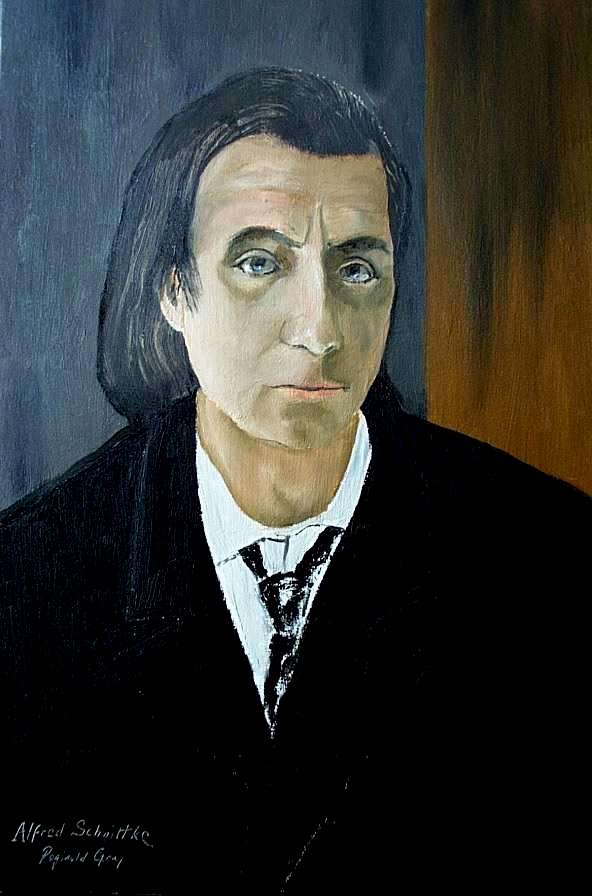
Alfred Schnittke, Porträt von Reginald Gray aus dem Jahr 1972

Alfred Schnittke (russisch Альфред Гарриевич Шнитке, wiss. Transliteration Al’fred Garrievič Šnitke, deutsche Transkription Alfred Garrijewitsch Schnitke; * 24. November 1934 in Engels, Autonome Sozialistische Sowjetrepublik der Wolgadeutschen, Sowjetunion; † 3. August 1998 in Hamburg) war ein russisch-deutscher Komponist und Pianist.

## Leben

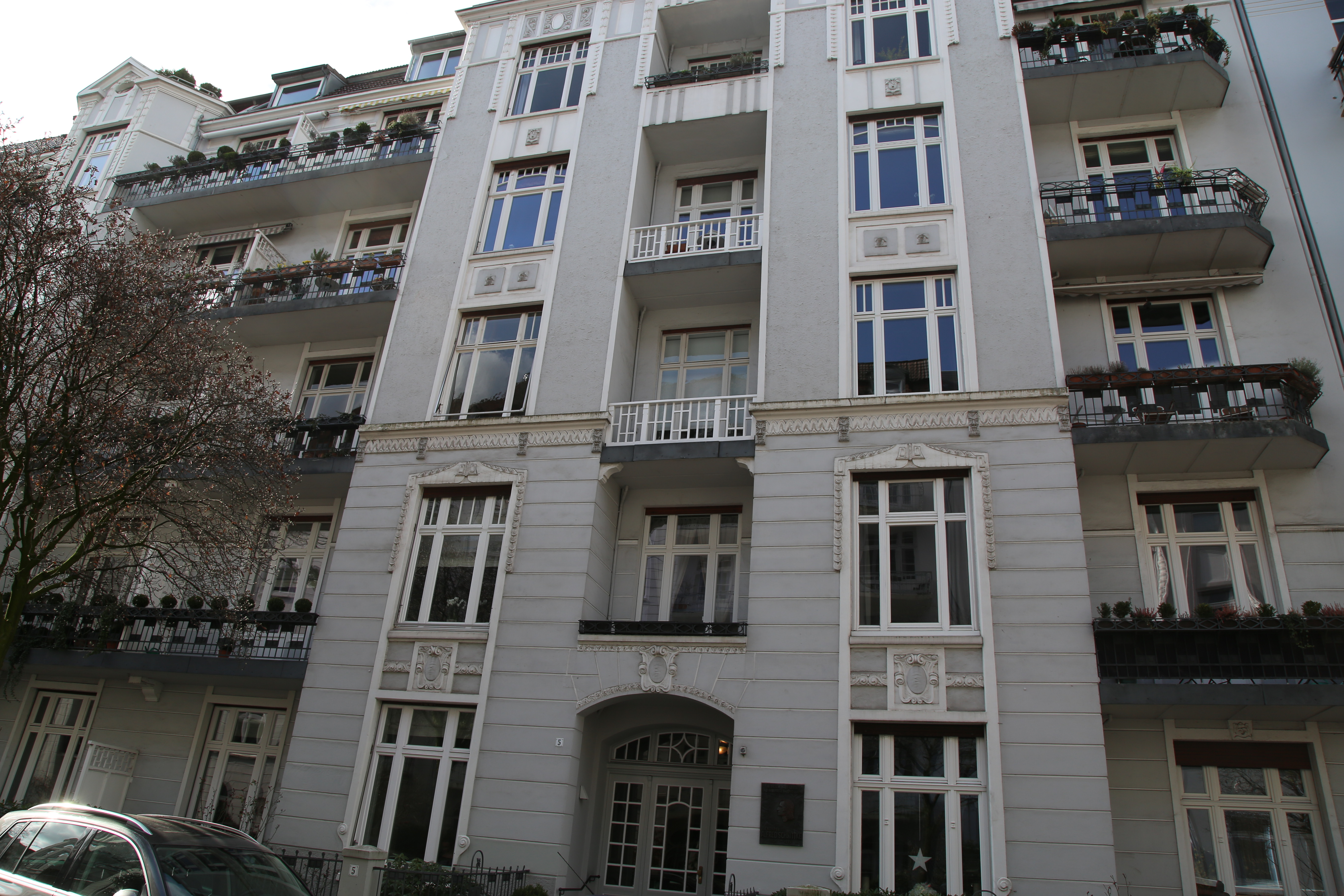
Wohnhaus von Alfred Schnittke in Hamburg von 1992 bis zu seinem Tod 1998

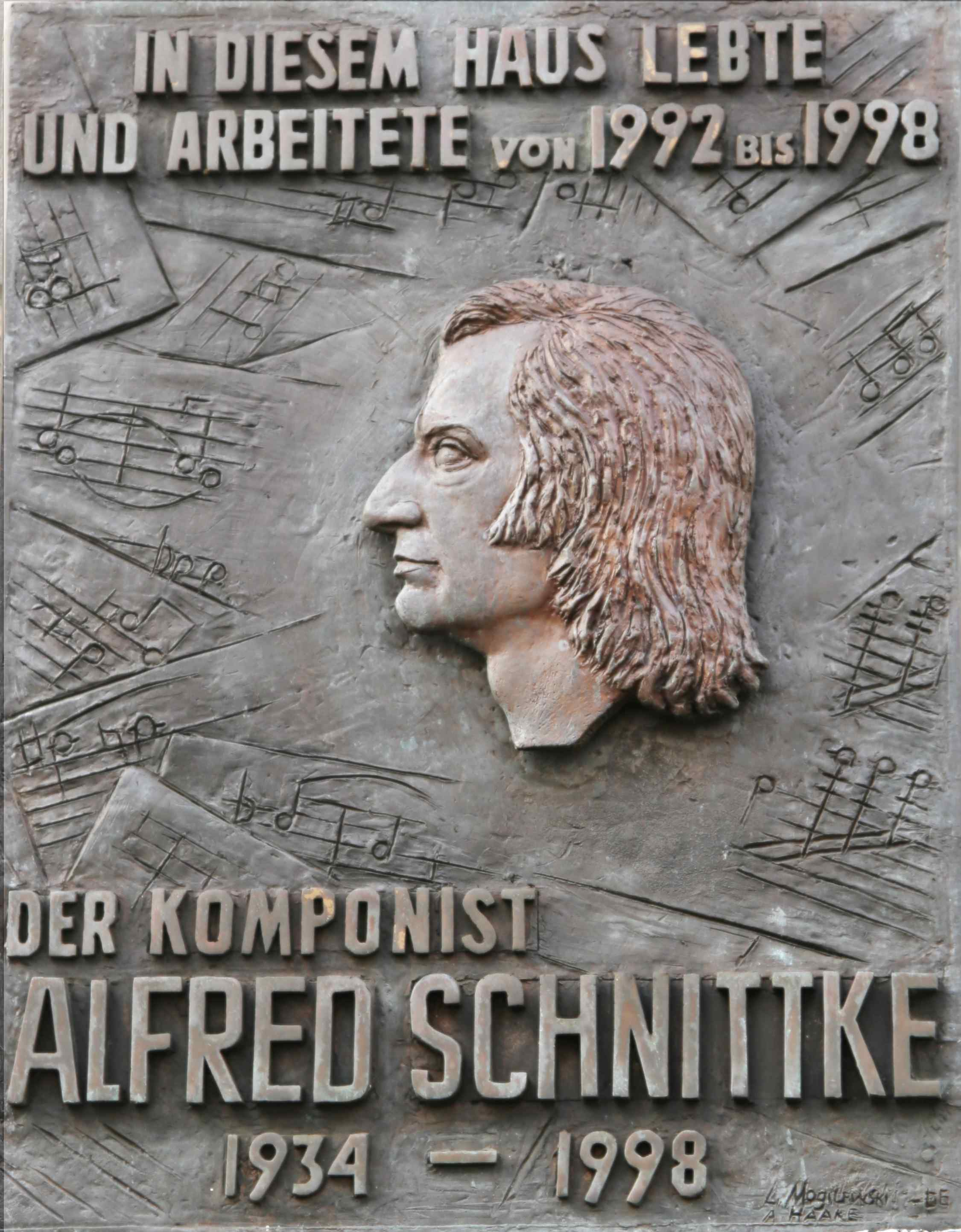
Gedenktafel für Alfred Schnittke

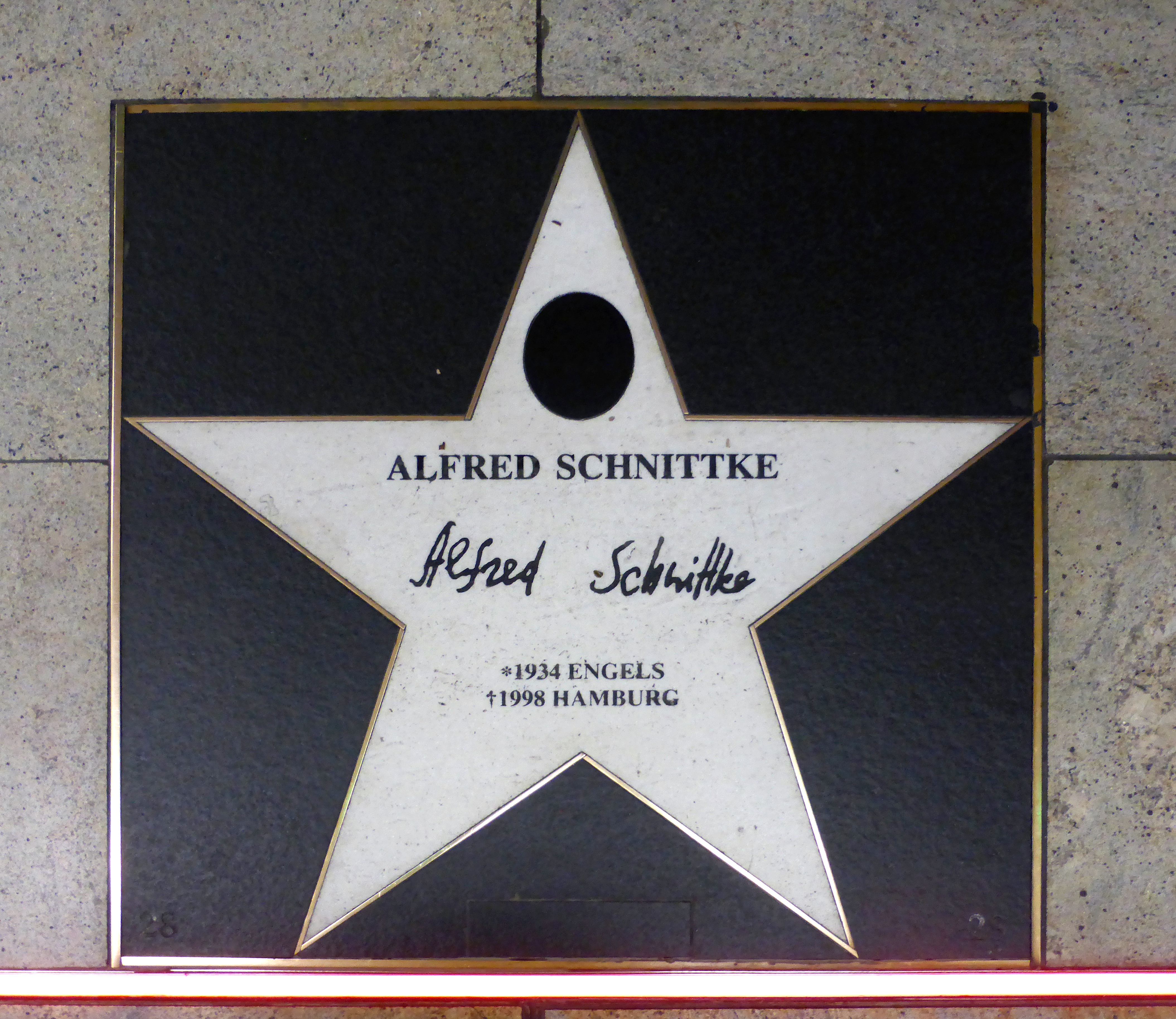
Musik Meile Wien

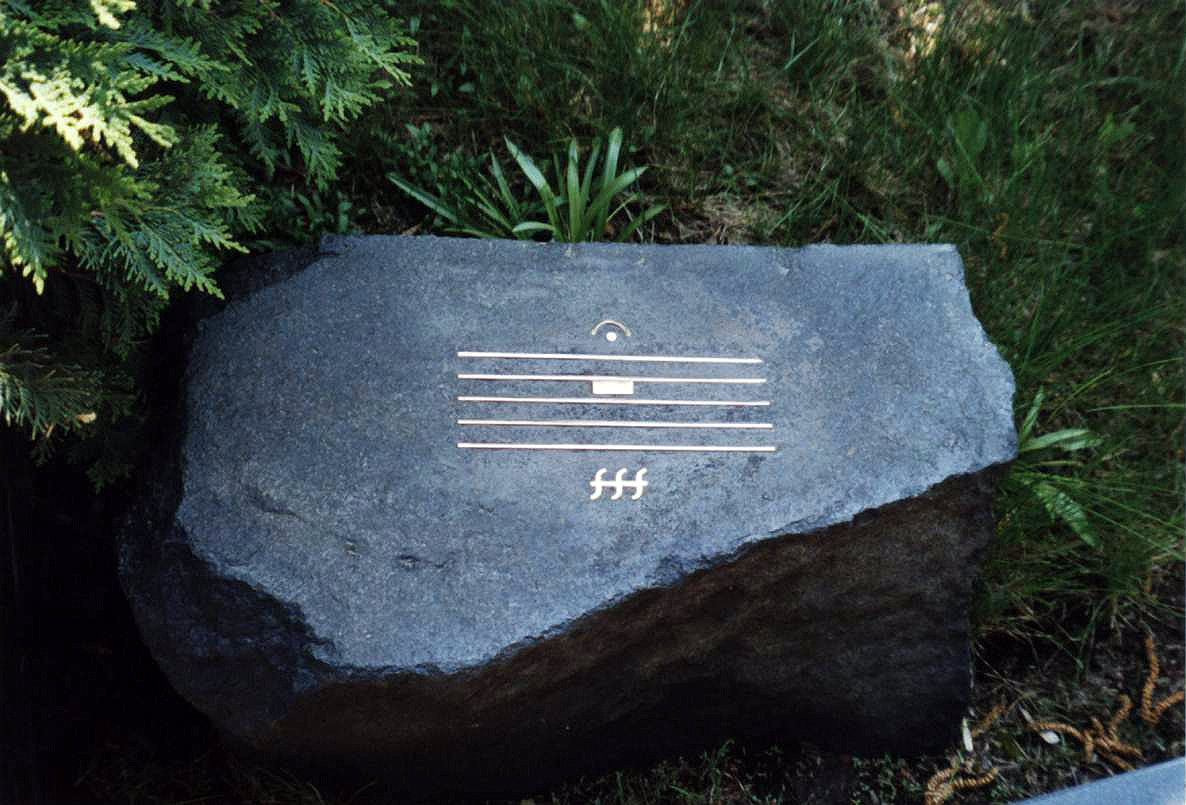
Reliefstein vor dem Grab

Schnittke war Sohn des jüdischen, aus Frankfurt am Main stammenden Journalisten Harry Schnittke und der wolgadeutschen Deutschlehrerin Marie Vogel. Er war der Bruder des Schriftstellers Viktor Schnittke. 1946 begann Alfred Schnittke in Wien, wo sein Vater bis zur Demobilisierung aus der Roten Armee 1948 als Kriegsberichterstatter bei der Österreichischen Zeitung tätig war, seine musikalische Ausbildung mit Privatstunden bei der österreichischen Klavierlehrerin Charlotte Ruber. Die Familie kehrte nach Moskau zurück, wo Alfred Schnittke von 1949 bis 1953 die Musikschule „Oktoberrevolution“ (Moskowskoje musykalnoje utschilischtsche imeni Oktjabrskoi rewoljuzii) besuchte und seine Ausbildung von 1953 bis 1958 am Moskauer Konservatorium bei Jewgeni Golubew und Nikolai Rakow fortsetzte. Am Konservatorium übernahm er 1961 bis 1972 eine Lehrtätigkeit. Ab 1973 widmete er sich nur noch der Komposition.
Nach anfänglichen Versuchen mit Kompositionstechniken wie Aleatorik und Serialismus wandte sich Schnittke einer polystilistischen Kompositionsweise zu, die sich auf Charles Ives, Luciano Berio und Bernd Alois Zimmermann beruft. Erste Aufmerksamkeit im Westen erzielten seine Werke bei den Tagen für Neue Musik in Donaueschingen 1966. 1985 erlitt er einen Schlaganfall, infolge dessen er kurzzeitig klinisch tot war; dieser „setzte in ihm nochmals ungeheure Schaffenskräfte frei – gut die Hälfte seiner wichtigsten Werke entstand in den 13 ihm noch verbleibenden Jahren, in denen ihn noch drei weitere Schlaganfälle in den Jahren 1991 und 1994 immer wieder an der Arbeit hinderten“. Auch nach seinem vierten Schlaganfall konnte er noch eine 9. Symphonie schreiben, ehe er dann im Jahre 1998 im Alter von 63 Jahren starb.
1990 siedelte Schnittke, nachdem er über 40 Jahre in der Sowjetunion gelebt und gearbeitet hatte, mit seiner Familie nach Hamburg über, wo er an der Musikhochschule eine Professur für Komposition übernahm. Er wohnte von 1992 bis zu seinem Tod in Hamburg-Eppendorf, Beim Andreasbrunnen 5, wo heute eine Gedenktafel angebracht ist.
Schnittke konvertierte zum Christentum und sein mystischer Glaube beeinflusste seine Musik.
Alfred Schnittke wurde auf dem Moskauer Nowodewitschi-Friedhof begraben.
Er hatte einen Sohn, Andrej Schnittke (1965–2020), der zunächst neben ihm beigesetzt, aber später nach Hamburg-Ohlsdorf umgebettet wurde. Andrej Schnittke war ebenfalls Komponist und Rockmusiker sowie Fotograf und Fotodesigner. Er lieferte u. a. für Werke seines Vaters elektronische Musikteile, so für dessen Filmmusiken Der Meister und Margarita (Musik zum Spielfilm von Juri Kara nach dem Roman von Michail Bulgakow, 1993) sowie Die letzten Tage von St. Petersburg (Musik zum Stummfilm von Wsewolod Pudowkin, 1927), das musikalische Bühnenwerk HOMMAGE AN SCHIWAGO (musikalisches Gleichnis frei nach Motiven des Romans Doktor Schiwago von Boris Pasternak) und Schnittkes letzte Oper Historia von D. Johann Fausten.

## Auszeichnungen
1986 erhielt Schnittke den Staatspreis der Russischen Sozialistischen Föderativen Sowjetrepublik, genannt Krupskaya-Preis. 1989 wurde er mit dem Filmpreis Nika geehrt und 1992 wurde er mit dem Praemium Imperiale und dem Bach-Preis der Freien und Hansestadt Hamburg ausgezeichnet.
1995 wurde Schnittke Preisträger des Staatspreises der Russischen Föderation. Im selben Jahr erhielt er das Österreichische Ehrenzeichen für Wissenschaft und Kunst und wurde als Ehrenmitglied in die American Academy of Arts and Letters gewählt.
Der Asteroid (30836) Schnittke wurde 2002 nach ihm benannt.

## Erste Werke
Auf der Suche nach seiner kompositorischen Identität schrieb Schnittke anfänglich viel szenische Musik und Filmmusik. Die 2. Violinsonate von 1968 markiert den Beginn dieses neuen Kompositionsstiles, gleichzeitig begab sich Schnittke aber auch kompositorisch auf eine mit jedem Werk neu entstehende Reise nach Klängen und Konzepten. Gleich seine 1. Sinfonie (1972–74) betitelte er selbst als „Un-Sinfonie“; sie ist ein auskomponiertes Fragezeichen in gigantischen Ausmaßen und behandelt die Suche nach einer zeitgemäßen sinfonischen Form des 20. Jahrhunderts. Gestische und theatralische Elemente, ein weiteres wichtiges Merkmal von Schnittkes Musik, sind hier ebenso einbezogen wie traditionelle Formen und Stile, selbst Jazz wird als „Möglichkeit“ inszeniert, es ist eine sinfonische Apokalypse. John Neumeier verwendete diese Musik zu seinem Ballett Endstation Sehnsucht nach Tennessee Williams.

## Filmmusik
Alfred Schnittke hat etwa 70 Filmmusiken komponiert. Seit etwa 2001 wird dies von einem zunehmend größeren Publikum wahrgenommen, was in erheblichem Maß das Verdienst des Dirigenten des Rundfunk-Sinfonie Orchesters Berlin, Frank Strobel, sein dürfte. Strobel hat seit dieser Zeit die Filmmusik zu unter anderem Agonia, Die Kommissarin, Clowns und Kinder, Der Meister und Margarita, Rikki-Tikki-Tavi und Sport, Sport, Sport aufgenommen. Dies war durchaus im Sinne von Alfred Schnittke, der seine Filmmusiken als gleichwertig neben den „ernsten“ Kompositionen sah. 2005 und 2006 wurde dies mit dem „Preis der deutschen Schallplattenkritik“ gewürdigt.

## Werke

### Opern
- Leben mit einem Idioten (1992, Libretto von Wiktor Jerofejew)
- Gesualdo (Libretto von Richard Bletschacher)
- Historia von D. Johann Fausten

### Ballette
- Labyrinthe (1971)
- Peer Gynt (1986–88)

### Filmmusiken (Auswahl)
- Die Abenteuer eines Zahnarztes (1965, Regie: Elem Klimow)
- Die Kommissarin (1967, uraufgeführt 1987, Regie: Alexander Askoldow)
- Die Glasharmonika (1968, Regie: Andrei Khrzhanovsky)
- Sport, Sport, Sport (1970, Regie: Elem Klimow)
- Onkel Wanja (1970, Regie: Andrei Michalkow-Kontschalowski)
- Erlebtes und Gedachtes (17-teilige Fernsehserie nach Alexander Herzens Autobiographie, 1973, Regie: Lew Jelagin)
- Der weiße Dampfer (1976)
- Agonia (1974, uraufgeführt 1981, Regie: Elem Klimow)
- Herbst (1976)
- Clowns und Kinder (Kurzfilm, 1976, Regie: Alexander Mitta)
- Die Geschichte eines unbekannten Schauspielers (1976, Regie: Alexander Sarchi)
- Aufstieg (1977, Regie: Larissa Schepitko)
- Eine phantastische Geschichte (auch Märchen einer Wanderung, 1983, Regie: Alexander Mitta)
- Das Ende von Sankt Petersburg (Stummfilm 1927, Regie: Wsewolod Pudowkin, Filmmusiksuite 1992)
- Der Meister und Margarita (1993, Regie: Juri Kara)

### Chormusik
- Oratorium Nagasaki (1958)
- Kantate Lieder von Krieg und Frieden (1959)
- Requiem (Bühnenmusik zu Schillers Drama Don Karlos) (1974/75)
- Faustkantate Seid nüchtern und wachet (1982/83)[4]
- Drei geistliche Gesänge (1984)
- Konzert für Chor (1984/1985), großer gemischter Chor, Text: Gebetbuch des Gregor von Narek, viersätzig
- 12 Bußpsalmen (1988)

### Sinfonische Musik
- Sinfonie (Nr. 0, 1956–57)
- Pianissimo für großes Orchester (1968)
- 1. Sinfonie (1972–74), viersätzig
- In Memoriam (1977–78), Orchesterfassung des Streichquintetts (1972–76)
- 2. Sinfonie (1979/80), „St. Florian“, sechs Sätze
- Passacaglia für Orchester (1979–80)
- Gogol-Suite (1980)
- 3. Sinfonie (1981), viersätzig
- 4. Sinfonie (1984), für Countertenor, Tenor, Kammerchor und Kammerorchester (Text: Ave Maria), einsätzig
- Ritual für Orchester (1984–85)
- (K)ein Sommernachtstraum für Orchester (1985)
- Triosonate für Streicher (1987), Orchesterfassung des Streichtrios (1985), arrangiert von Juri Bashmet
- Suite im alten Stil für Kammerorchester (1987)
- Vier Aphorismen für Orchester (1988)
- 5. Sinfonie (1988) = 4. Concerto Grosso, viersätzig
- Sutartines für Schlagwerk, Orgel und Streicher (1991)
- 6. Sinfonie (1992), viersätzig
- Hommage à Grieg (1993)
- 7. Sinfonie (1993), dreisätzig
- Sinfonisches Vorspiel für Orchester (1994)
- 8. Sinfonie (1994), fünfsätzig
- For Liverpool für Orchester (1994)
- 9. Sinfonie (1996–97), dreisätzig, Rekonstruktion von Alexander Raskatow, UA am 16. Juni 2007 in Dresden

### Konzertante Musik
- Violinkonzerte

- Konzert Nr. 1 für Violine und Orchester (1957/63)
- Konzert Nr. 2 für Violine und Kammerorchester (1966)
- Konzert Nr. 3 für Violine und Kammerorchester (1978)
- Konzert Nr. 4 für Violine und Orchester (1984)

- Bratschenkonzerte

- Konzert für Viola und Orchester (1985), für Juri Abramowitsch Baschmet
- Konzert für Viola und Orchester (Nr. 2; 1998, Manuskript nach dem Tod des Komponisten aufgefunden)

- Cellokonzerte

- Konzert Nr. 1 für Violoncello und Orchester (1985/86)
- Konzert Nr. 2 für Violoncello und Orchester (1990)

- Doppelkonzert für Oboe, Harfe und Streicher (1971)
- Konzert zu Dritt: für Violine, Viola, Violoncello und Streichorchester (1994)
- Concerti grossi

- Concerto grosso Nr. 1 für zwei Violinen, Cembalo, Präpariertes Klavier und Streicher (1977) (weitere Version, in der die beiden Soloviolinen durch Flöte und Oboe ersetzt werden, durch den Komponisten (1988))
- Concerto grosso Nr. 2 für Violine, Cello und Orchester (1981–82)
- Concerto grosso Nr. 3 für zwei Violinen und Kammerorchester (1985)
- Concerto grosso Nr. 4. (= 5. Sinfonie) (1988)
- Concerto grosso Nr. 5 für Violine und Orchester (1991)
- Concerto grosso Nr. 6 für Klavier, Violine und Streicher (1993)

- Klavierkonzerte

- Poème für Klavier und Orchester (1953, verschollen)
- Konzert für Klavier und Orchester (1960)
- Musik für Klavier und Kammerorchester (1964)
- Konzert für Klavier und Streicher (1979)
- Konzert für Klavier vierhändig und Kammerorchester (1988)

- Konzert für elektrische Instrumente (1960)

### Kammermusik
- 3 Klaviersonaten
- 3 Violinsonaten
- 3 Violoncellosonaten
- A Paganini Für Solo-Violine (1983)
- Streichtrio (1985)
- Klaviertrio (1992, Arrangement des Streichtrios)
- Klavierquintett
- Suite im alten Stil (1972)
- 4 Streichquartette
- „Schall und Hall“ für Posaune und Orgel

## Schüler (Auswahl)
- Boris Guckelsberger
- Malte Rühmann

## Diskografie
- Die Sinfonien 0–9 und weitere Kompositionen sind beim schwedischen Label BIS erschienen, die 9. Sinfonie auch bei ECM. Einige der Filmmusiken wurden durch Frank Strobel aufgenommen und sind bei CPO bzw. Capriccio erschienen. Viele der Sinfonien und Konzerte wurden von den russischen Dirigenten Gennadi Roschdestwenski und Waleri Polianski eingespielt und sind u. a. bei Chandos erschienen. Im Februar 2015 erschien bei Pentatone die Sinfonie Nr. 3 mit dem Rundfunk-Sinfonieorchester Berlin (RSB) unter Vladimir Jurowski als SACD.
- Zwölf Bußverse. Drei geistliche Gesänge. RIAS Kammerchor, Hans-Christoph Rademann, Harmonia Mundi HMC902225, 2016.
- Eine Auswahl von Kammermusik (Streichtrio, Klavierquartett, "Stille Musik" für Violine und Cello, Streichquartett Nr. 2) ist im Rahmen der Lockenhaus-Collection (Vol. 9) 1992 bei Philips unter der Nummer 434 040-2 erschienen.
- Concerto Grosso Nr. 5 für Violine, ein unsichtbares Klavier* und Orchester *elektrisch verstärkt, hinter der Bühne mit den Wiener Philharmonikern unter der Leitung von Christoph von Dohnányi, mit Gidon Kremer, Violine und Rainer Keuschnig, Piano, bei Deutsche Grammophon 1993, aufgenommen im großen Saal des Wiener Musikvereins